# ۶۳۵ (قمری)
۶۳۵ (قمری)، ششصد و سی و پنجمین سال در گاهشماری هجری قمری است. اول محرم این سال برابر با دوم اوت سال ۱۲۳۷ میلادی است.